# Махоткин, Николай Михайлович
Николай Михайлович Махоткин (1923—2004) — советский военный деятель и педагог, кандидат военных наук, генерал-лейтенант. Начальник штаба и первый заместитель командующего 43-й ракетной армии (1988—1994). Начальник инженерного факультета и факультета заочного обучения Военной академии имени Ф. Э. Дзержинского (1980—1984).

## Биография
Родился 9 декабря 1923 года в селе Шираево Калужской области.
С 1940 года призван в ряды Рабоче-Крестьянской Красной армии. С 1940 по 1942 год обучался в 1-м Горьковском танковом училище. С 1942 по 1945 год был участником Великой Отечественной войны в составе 189-го танкового полка 20-й кавалерийской дивизии в должностях командира танка, командира танкового взвода и командира танковой роты. С 1944 года служил в составе 25-й танковой бригады и 119-го отдельного танкового полка в должности помощника начальника штаба танкового полка по оперативной работе и начальника разведки танкового полка. Воевал на Донском, Брянском и 2-м Украинских фронтах.
С 1945 по 1949 год обучался на командном факультете Военной ордена Ленина академии бронетанковых и механизированных войск Красной Армии имени И. В. Сталина. С 1949 по 1953 год служил в Группе Советских войск в Германии в составе 6-й гвардейской механизированной дивизии в должности помощника начальника разведки штаба этой дивизии, был заместителем начальника штаба 25-го механизированного полка, 7-й механизированной дивизии и 4-й гвардейской механизированной армии. С 1950 по 1953 год — военный советник при командующем бронетанковыми и механизированными войсками военного отдела Советской контрольной комиссии. С 1953 по 1960 год служил в войсках Белорусского военного округа: с 1953 по 1956 год — начальник штаба 374-го гвардейского танкового полка, с 1956 по 1960 год — командир 328-го тяжелого танкосамоходного полка в составе 45-й гвардейской танковой дивизии.
С 1960 года служил в составе Ракетных войск стратегического назначения СССР. С 1960 по 1963 год — начальник штаба и заместитель командира 32-й ракетной дивизии. С 1963 по 1965 год обучался в Военной ордена Ленина Краснознамённой ордена Суворова академии Генерального штаба Вооружённых Сил СССР имени К. Е. Ворошилова. С 1965 по 1974 год — командир 43-й гвардейской ракетной дивизии, в составе 31-й ракетной армии. В частях дивизии под руководством Ю. Н. Норенко состояли стратегические пусковые ракетные установки с жидкостными одноступенчатыми баллистическими ракетами средней дальности наземного базирования «Р-12» и «Р-14».
С 1974 по 1980 год — начальник штаба — первый заместитель командующего и член Военного совета 43-й ракетной армии, в состав соединений армии входили стратегические ракетные комплексы с жидкостной межконтинентальной баллистической ракетой шахтного базирования «УР-100Н» и «УР-100НУ», а так же подвижный грунтовый ракетный комплекс с твердотопливной двухступенчатой баллистической ракетой средней дальности «РСД-10». 30 апреля 1975 года 43-я ракетная армия Указом Президиума Верховного Совета СССР награждена орденом Красного Знамени. С 1980 по 1984 год на научно-педагогической работе в Военной академии имени Ф. Э. Дзержинского в должности начальника инженерного факультета и начальника факультета заочного обучения.
С 1984 года в запасе.
Скончался 25 мая 2004 года в Москве, похоронен на Троекуровском кладбище.

## Высшие воинские звания
- Генерал-майор (19.02.1968)
- Генерал-лейтенант (5.05.1980)[7]

## Награды
- Орден «За заслуги перед Отечеством» IV степени (1995)[8].
- два ордена Красного Знамени
- Орден Отечественной войны I
- Орден Трудового Красного Знамени
- три ордена Красной Звезды
- Орден «За службу Родине в Вооружённых Силах СССР» III степени
- Медаль «За боевые заслуги»[1][9]